# Ischyromene sapmeri
Ischyromene sapmeri är en kräftdjursart som först beskrevs av Brian Frederick Kensley 1976.  Ischyromene sapmeri ingår i släktet Ischyromene och familjen klotkräftor. Inga underarter finns listade i Catalogue of Life.